# Delegati dalla Louisiana al Congresso degli Stati Uniti d'America

Distretti congressuali della Louisiana

Sin dall'ammissione all'Unione come stato, avvenuta nel 1812, la Louisiana è rappresentata al Congresso degli Stati Uniti da una delegazione al Senato e alla Camera dei rappresentanti. Ogni stato elegge due senatori con mandati di sei anni, a prescindere dalla popolazione dello stato; quelli della Louisiana appartengono alle classi 2 e 3. Elegge inoltre un numero di rappresentanti alla Camera in numero proporzionale alla popolazione, ogni due anni; è attualmente rappresentato alla Camera dei rappresentanti da sei delegati, eletti in distretti. Il sistema di elezione è unico nell'ambito degli Stati Uniti, ed assomiglia a quello della Francia moderna: tutti i candidati, a prescindere dall'affiliazione ad un partito, concorrono in un'elezione primaria che si tiene nell'Election Day e se nessuno raggiunge il 50% dei voti, i due candidati con più preferenze si sfidano in un ballottaggio un mese dopo, senza tenere in considerazione l'appartenenza politica. È pertanto possibile che al ballottaggio accedano due candidati dello stesso partito.
Essendo il numero dei rappresentanti proporzionale alla popolazione dello stato, la rappresentanza alla Camera è variata nel corso della storia dello stato, da un minimo di uno ad un massimo di otto rappresentanti. L'ottavo distretto venne eliminato nel 1993 a seguito del censimento del 1990 ed il settimo venne eliminato nel 2013 a seguito del censimento del 2010; l'ultimo censimento del 2020 ha confermato sei rappresentanti alla Camera.

## Camera dei rappresentanti

### Delegati attuali
La delegazione alla camera dei rappresentanti ha un totale di 6 membri in carica, 2 democratici e 4 repubblicani.
| Distretto | Rappresentante | Partito      | CPVI (2025) | Inizio mandato | Mappa del distretto |
| --------- | -------------- | ------------ | ----------- | -------------- | ------------------- |
| 1°        | Steve Scalise  | Repubblicano | R+19        | 3 maggio 2008  |                     |
| 2°        | Troy Carter    | Democratico  | D+17        | 11 maggio 2021 |                     |
| 3°        | Clay Higgins   | Repubblicano | R+22        | 3 gennaio 2017 |                     |
| 4°        | Mike Johnson   | Repubblicano | R+26        | 3 gennaio 2017 |                     |
| 5°        | Julia Letlow   | Repubblicano | R+18        | 3 gennaio 2021 |                     |
| 6°        | Cleo Fields    | Democratico  | D+8         | 3 gennaio 2025 |                     |

## Senato degli Stati Uniti d'America
| Senatore                       | Congresso                 | Senatore                    |
| Classe 2                       | Congresso                 | Classe 3                    |
| ------------------------------ | ------------------------- | --------------------------- |
| Jean Noel Destréhan (D-R)      | 12                        | Allan B. Magruder (D-R)     |
| Thomas Posey (D-R)             | 12                        | Allan B. Magruder (D-R)     |
| James Brown (D-R)              | 12                        | Allan B. Magruder (D-R)     |
| 13                             | Eligius Fromentin (D-R)   |                             |
| 14                             | Eligius Fromentin (D-R)   |                             |
| William C. C. Claiborne (D-R)  | Eligius Fromentin (D-R)   | 15                          |
| Henry Johnson (D-R)            | Eligius Fromentin (D-R)   | 15                          |
| 16                             | James Brown (D-R)         |                             |
| 17                             | James Brown (D-R)         |                             |
| 18                             | James Brown (D-R)         |                             |
| Vacante                        | James Brown (D-R)         |                             |
| Charles D.J. Bouligny (D-R)    | Josiah S. Johnston (D-R)  |                             |
| Charles D.J. Bouligny (Anti-J) | 19                        | Josiah S. Johnston (Anti-J) |
| Charles D.J. Bouligny (Anti-J) | 20                        | Josiah S. Johnston (Anti-J) |
| Edward Livingston (J)          | 21                        | Josiah S. Johnston (Anti-J) |
| Edward Livingston (J)          | 22                        | Josiah S. Johnston (Anti-J) |
| Vacante                        |                           | Josiah S. Johnston (Anti-J) |
| George A. Waggaman (Anti-J)    |                           | Josiah S. Johnston (Anti-J) |
| 23                             | Alexander Porter (Anti-J) |                             |
| Robert C. Nicholas (J, poi D)  | Alexander Porter (Anti-J) | 24                          |
| Robert C. Nicholas (J, poi D)  | 25                        | Alexander Mouton (D)        |
| Robert C. Nicholas (J, poi D)  | 26                        | Alexander Mouton (D)        |
| Alexander Barrow (W)           | 27                        | Charles Magill Conrad (W)   |
| Alexander Barrow (W)           | 28                        | Henry Johnson (W)           |
| Pierre Soulé (D)               | 29                        | Henry Johnson (W)           |
| Solomon W. Downs (D)           | 30                        | Henry Johnson (W)           |
| Solomon W. Downs (D)           | 31                        | Pierre Soulé (D)            |
| Solomon W. Downs (D)           | 32                        | Pierre Soulé (D)            |
| Judah P. Benjamin (W)          | 33                        | Pierre Soulé (D)            |
| Judah P. Benjamin (W)          | 33                        | John Slidell (D)            |
| Judah P. Benjamin (W)          | 34                        |                             |
| Judah P. Benjamin (D)          | 35                        |                             |
| Judah P. Benjamin (D)          | 36                        |                             |
| Vacante                        | Vacante                   |                             |
| Vacante                        | Vacante                   | 37                          |
| Vacante                        | Vacante                   | 38                          |
| Vacante                        | Vacante                   | 39                          |
| Vacante                        | Vacante                   | 40                          |
| John S. Harris (R)             | William P. Kellogg (R)    |                             |
| John S. Harris (R)             | William P. Kellogg (R)    | 41                          |
| Joseph R. West (R)             | William P. Kellogg (R)    | 42                          |
| Joseph R. West (R)             | 43                        | Vacante                     |
| Joseph R. West (R)             | 44                        | Vacante                     |
| William P. Kellogg (R)         | 45                        | James B. Eustis (D)         |
| William P. Kellogg (R)         | 46                        | Benjamin F. Jona (D)        |
| William P. Kellogg (R)         | 47                        | Benjamin F. Jona (D)        |
| Randall L. Gibson (D)          | 48                        | Benjamin F. Jona (D)        |
| Randall L. Gibson (D)          | 49                        | James B. Eustis (D)         |
| Randall L. Gibson (D)          | 50                        | James B. Eustis (D)         |
| Randall L. Gibson (D)          | 51                        | James B. Eustis (D)         |
| Randall L. Gibson (D)          | 52                        | Edward Douglass White (D)   |
| Donelson Caffery (D)           | 52                        | Edward Douglass White (D)   |
| 53                             |                           | Edward Douglass White (D)   |
| 54                             | Newton C. Blanchard (D)   |                             |
| 55                             | Samuel D. McEnery (D)     |                             |
| 56                             | Samuel D. McEnery (D)     |                             |
| Murphy J. Foster (D)           | Samuel D. McEnery (D)     | 57                          |
| Murphy J. Foster (D)           | Samuel D. McEnery (D)     | 58                          |
| Murphy J. Foster (D)           | Samuel D. McEnery (D)     | 59                          |
| Murphy J. Foster (D)           | Samuel D. McEnery (D)     | 60                          |
| Murphy J. Foster (D)           | Samuel D. McEnery (D)     | 61                          |
| Murphy J. Foster (D)           | 62                        | John Thornton (D)           |
| Joseph E. Ransdell (D)         | 63                        | John Thornton (D)           |
| Joseph E. Ransdell (D)         | 64                        | Robert F. Broussard (D)     |
| Joseph E. Ransdell (D)         | 65                        | Robert F. Broussard (D)     |
| Joseph E. Ransdell (D)         | Walter Guion (D)          |                             |
| Joseph E. Ransdell (D)         | 66                        | Edward James Gay (D)        |
| Joseph E. Ransdell (D)         | 67                        | Edwin S. Broussard (D)      |
| Joseph E. Ransdell (D)         | 68                        | Edwin S. Broussard (D)      |
| Joseph E. Ransdell (D)         | 69                        | Edwin S. Broussard (D)      |
| Joseph E. Ransdell (D)         | 70                        | Edwin S. Broussard (D)      |
| Joseph E. Ransdell (D)         | 71                        | Edwin S. Broussard (D)      |
| Huey Long (D)                  | 72                        | Edwin S. Broussard (D)      |
| Huey Long (D)                  | 73                        | John H. Overton (D)         |
| Huey Long (D)                  | 74                        | John H. Overton (D)         |
| Rose McConnell Long (D)        |                           | John H. Overton (D)         |
| Allen J. Ellender (D)          | 75                        | John H. Overton (D)         |
| Allen J. Ellender (D)          | 76                        | John H. Overton (D)         |
| Allen J. Ellender (D)          | 77                        | John H. Overton (D)         |
| Allen J. Ellender (D)          | 78                        | John H. Overton (D)         |
| Allen J. Ellender (D)          | 79                        | John H. Overton (D)         |
| Allen J. Ellender (D)          | 80                        | John H. Overton (D)         |
| Allen J. Ellender (D)          | William C. Feazel (D)     |                             |
| Allen J. Ellender (D)          | 81                        | Russell B. Long (D)         |
| Allen J. Ellender (D)          | 82                        | Russell B. Long (D)         |
| Allen J. Ellender (D)          | 83                        | Russell B. Long (D)         |
| Allen J. Ellender (D)          | 84                        | Russell B. Long (D)         |
| Allen J. Ellender (D)          | 85                        | Russell B. Long (D)         |
| Allen J. Ellender (D)          | 86                        | Russell B. Long (D)         |
| Allen J. Ellender (D)          | 87                        | Russell B. Long (D)         |
| Allen J. Ellender (D)          | 88                        | Russell B. Long (D)         |
| Allen J. Ellender (D)          | 89                        | Russell B. Long (D)         |
| Allen J. Ellender (D)          | 90                        | Russell B. Long (D)         |
| Allen J. Ellender (D)          | 91                        | Russell B. Long (D)         |
| Allen J. Ellender (D)          | 92                        | Russell B. Long (D)         |
| Elaine Edwards (D)             |                           | Russell B. Long (D)         |
| J. Bennett Johnston (D)        |                           | Russell B. Long (D)         |
| 93                             |                           | Russell B. Long (D)         |
| 94                             |                           | Russell B. Long (D)         |
| 95                             |                           | Russell B. Long (D)         |
| 96                             |                           | Russell B. Long (D)         |
| 97                             |                           | Russell B. Long (D)         |
| 98                             |                           | Russell B. Long (D)         |
| 99                             |                           | Russell B. Long (D)         |
| 100                            | John Breaux (D)           |                             |
| 101                            | John Breaux (D)           |                             |
| 102                            | John Breaux (D)           |                             |
| 103                            | John Breaux (D)           |                             |
| 104                            | John Breaux (D)           |                             |
| Mary Landrieu (D)              | John Breaux (D)           | 105                         |
| Mary Landrieu (D)              | John Breaux (D)           | 106                         |
| Mary Landrieu (D)              | John Breaux (D)           | 107                         |
| Mary Landrieu (D)              | John Breaux (D)           | 108                         |
| Mary Landrieu (D)              | 109                       | David Vitter (R)            |
| Mary Landrieu (D)              | 110                       | David Vitter (R)            |
| Mary Landrieu (D)              | 111                       | David Vitter (R)            |
| Mary Landrieu (D)              | 112                       | David Vitter (R)            |
| Mary Landrieu (D)              | 113                       | David Vitter (R)            |
| Bill Cassidy (R)               | 114                       | David Vitter (R)            |
| Bill Cassidy (R)               | 115                       | John Neely Kennedy (R)      |
| Bill Cassidy (R)               | 116                       | John Neely Kennedy (R)      |
| Bill Cassidy (R)               | 117                       | John Neely Kennedy (R)      |
| Bill Cassidy (R)               | 118                       | John Neely Kennedy (R)      |
| Bill Cassidy (R)               | 119                       | John Neely Kennedy (R)      |